# わかとの
- 藤子不二雄 > 連載 > わかとの

『わかとの』は、藤子不二雄による日本のギャグ漫画作品、および作品中に登場する人物の通称。
純真無垢な大富豪の御曹司・わかとのが、好奇心の強さと自由奔放ぶりを発揮して大騒動を起こす様が描かれている。
藤子の独立後は藤子不二雄Ⓐ（安孫子素雄）作品として扱われているが、『怪人わかとの』よりも前のシリーズ（『サンスケ』『わかとの』）ではわかとのの作画を藤本弘が担当した合作作品。
『サンスケ』と『わかとの』は、安孫子が物語を考えて執筆した漫画作品のうちの、わかとの等の一部の作画のみを藤本が担当した作品だといえる。
主役になってからのわかとのは大部分のコマに登場するので、安孫子と藤本の連携を存分に味わえる作品になっている。

## シリーズ概要
1964年（昭和39年）10号〜47号までは『サンスケ』として、『週刊少年マガジン』（講談社）に連載。その後、登場サブ・キャラクターであるわかとのの人気により主役が交代し、『わかとの』と改題され翌年の1965年（昭和40年）2号〜31号まで、同じく『週刊少年マガジン』に連載された。1967年（昭和42年）には『怪人わかとの』と改題され、『ぼくら』（講談社）8月号に読切が2話同時掲載。過去作品の再録（詳細は#再録を参照）が行われた後、1968年（昭和43年）1月号〜12月号まで1年間連載された。

## 『サンスケ』

### 概要
銭湯「サンスケ湯」の息子・サンスケと、大富豪の御曹司・わかとのが、ライバル心むき出しで競い合うドタバタ劇。
『サンスケ』の3話目より、スタジオゼロ雑誌部の仕事となり、クレジットが藤子不二雄とスタジオ＝ゼロに変更された。
一部のキャラクターは、石森章太郎が担当している。
単行本収録時に『わかとの』に改題された。
藤子不二雄Ⓐデジタルセレクションの『わかとの』1〜2巻で読むことができる（未収録あり）。

### 登場人物
サンスケ（主人公。安孫子が作画を担当）
銭湯「サンスケ湯」の息子。ライバルのバカ殿ならぬわかとのに、いつも変な目に合わされる。頭はツルツルで髪はない。
わかとの（藤本が作画を担当）
大富豪・徳河家の御曹司。河童の様な頭で、「ムキ―」「アーアー」「イーイー」などの擬音しか言えない。一見奇妙な子だが優しい心の持ち主。
発田利 心臓（はったり しんぞう。安孫子、石森が作画を担当）
わかとののお目付け役。徳河家十三代の伊賀流忍者を自称。わかとのの通訳も担当。いつもラッパを携帯している。
サンスケの父（安孫子が作画を担当）
「サンスケ湯」の主人。サンスケにとっては口うるさい存在。本名や妻（サンスケの母）に関しては語られなかった。
ミヨちゃん（石森が作画を担当）
「カワイコちゃんが越してきた」から登場。「サンスケ湯」の隣に母と共に引っ越してきた美少女。『オバケのQ太郎』のよっちゃんによく似ている。
ぜい六（石森が作画を担当）
わかとののいとこ。わかとのに加勢してサンスケに対抗する。

## 『わかとの』

### 概要
大豪邸に住む御曹司・わかとのが、周囲の人々を巻き込んで起こす騒動劇。
個性的なキャラクターが次々と登場。学校に通う場面はなくなり、基本的に住まいの大豪邸や外出先が舞台となる。
藤本が作画する繊細なタッチの愛らしいわかとのが全編にわたって登場。
大豪邸を山に見立てて登山する壮大なごっこ遊び、島が舞台のミステリー、わかとのの淡い恋など、安孫子の多岐にわたる作劇術も乗りに乗っているが、藤子不二雄の合作としての知名度が低いため、話題にのぼることは決して多くない。
スタジオゼロ雑誌部の仕事ではなくなったため、
わかとの以外の人物の作画は、基本的に安孫子が担当している。
藤子不二雄Ⓐデジタルセレクションの『わかとの』3巻で読むことができる（未収録あり）。

### 登場人物
わかとの（主人公。藤本が作画を担当）
大富豪・徳河家の御曹司。好奇心旺盛で、興味を持ったことをすぐに実行しては大騒動を引き起こす。
発田利 心臓（はったり しんぞう）
わかとののお目付け役。毎回、わかとのの行動に頭を悩ませる。
わかとののおじさん
外国帰りを自称している怪しいおじさん。わかとのと同じヘアースタイル。わかとのに振り回される相棒役として活躍。
ベラ坊
わかとのの家の家政婦の息子。わかとののよき遊び相手として、イタズラやごっご遊びに大いに興じる。
木下トーキチロー
わかとのに友情を感じたサル。
木佐きざ夫
わかとのの金持ちの友達。
おふぐ
わかとのの家の家政婦。
さる（藤本が作画を担当）
わかとのとよく似たさる。「敵もさるもの！　ひっかくもの」でわかとのがピクニックに行った際に出会った。

## 『怪人わかとの』

### 概要
大金持ちの御曹司・わかとのが、転校先の学校でできた新しい友達たちやお目付け役と共に、時には日本を飛び出して繰り広げる大騒動。
サブキャラクターたちを再度一新。アニメ化を視野に連載されたが実現はしなかった。
本作から、わかとのの作画を安孫子が担当。表情が爆発的に豊かになったわかとのが、恋に冒険に一喜一憂する様を楽しめる。
藤子不二雄Ⓐデジタルセレクションの『怪人わかとの』全1巻で読むことができる（未収録あり）。

### 登場人物
わかとの（主人公。安孫子が作画を担当）
大富豪・徳河家の御曹司。転校先の学校で金持ちぶりを存分に披露する。「生きている蝶ネクタイ」がトレードマーク。
発田利 心臓（はったり しんぞう）
わかとののお目付け役。相変わらず、毎回わかとのに振り回され続ける。
サンスケ
わかとのの同級生でよき友人。以前の記憶はない模様。
ドラ坊
たくましく暮らす家出少年。
キザオ
きざな同級生。
サンスケの父
わかとのにタバコのおつかいを頼む。愛煙する銘柄はいこい。

## 『わかとの』シリーズ全話一覧
| #  | タイトル     | #  | サブタイトル                   | FFL | ASC | 号   | 年   | 備考                                                      |
| -- | ------------ | -- | ------------------------------ | --- | --- | ---- | ---- | --------------------------------------------------------- |
| 1  | サンスケ     | 1  | プップクプーとわかとの登場     | 1   | 1   | 10   | 1964 | 「週刊少年マガジン」に読切 が掲載。初出時は「忍者の巻」。 |
| 2  | サンスケ     | 2  | なんてみにくい子ね！           | 1   | 1   | 14   | 1964 | 連載開始。                                                |
| 3  | サンスケ     | 3  | コバンのきれ目がエンのきれ目   | 1   | 1   | 15   | 1964 | 初出時は「小判長者の巻」。                                |
| 4  | サンスケ     | 4  | 指名犯人（ほし）をおえ!        | 1   | 1   | 16   | 1964 |                                                           |
| 5  | サンスケ     | 5  | 柔道一代                       | 1   | 1   | 17   | 1964 |                                                           |
| 6  | サンスケ     | 6  | オンボロ花見で賞品かせぎ       | 1   | 1   | 18   | 1964 |                                                           |
| 7  | サンスケ     | 7  | トラよりこわいドラ猫ちゃん     | 1   | 1   | 19   | 1964 |                                                           |
| 8  | サンスケ     | 8  | ワッペン競争                   | 1   | 1   | 20   | 1964 |                                                           |
| 9  | サンスケ     | 9  | スターへの道は遠いよ           | 1   | 1   | 21   | 1964 |                                                           |
| 10 | サンスケ     | 10 | バースデー・ケーキ             | 1   | -   | 22   | 1964 | ぜい六初登場。                                            |
| 11 | サンスケ     | 11 | カワイコちゃんが越してきた     | 1   | 1   | 23   | 1964 | ミヨちゃん初登場。                                        |
| 12 | サンスケ     | 12 | 魚拓をつくろう                 | 1   | 1   | 24   | 1964 |                                                           |
| 13 | サンスケ     | 13 | わかとの新聞対サンスケ新聞     | 1   | 1   | 25   | 1964 |                                                           |
| 14 | サンスケ     | 14 | なんでもくっつくペタリコン     | 1   | 1   | 26   | 1964 |                                                           |
| 15 | サンスケ     | 15 | サンスケ要塞を攻撃せよ         | 1   | -   | 27   | 1964 |                                                           |
| 16 | サンスケ     | 16 | 海水浴はサンスケ湯で           | 1   | 1   | 28   | 1964 |                                                           |
| 17 | サンスケ     | 17 | 泣くのはどいつだ？             | 1   | 2   | 29   | 1964 |                                                           |
| 18 | サンスケ     | 18 | そうじ、そうじで一日くれた     | 2   | 1   | 30   | 1964 |                                                           |
| 19 | サンスケ     | 19 | ホタルのヒカリー……ブタのメシ   | 2   | 1   | 31   | 1964 |                                                           |
| 20 | サンスケ     | 20 | 水泳コーチ                     | 2   | -   | 32   | 1964 |                                                           |
| 21 | サンスケ     | 21 | 子守りはつらいよ               | 2   | -   | 33   | 1964 |                                                           |
| 22 | サンスケ     | 22 | いそうろうをおいだせ           | 2   | 1   | 34   | 1964 |                                                           |
| 23 | サンスケ     | 23 | 宿題屋でござーい               | 2   | 1   | 35   | 1964 |                                                           |
| 24 | サンスケ     | 24 | アロハ！ ハワイ                | 2   | -   | 36   | 1964 |                                                           |
| 25 | サンスケ     | 25 | 夏休み最後の日                 | 2   | -   | 37   | 1964 |                                                           |
| 26 | サンスケ     | 26 | わたしはだれでしょねー         | 2   | 1   | 38   | 1964 |                                                           |
| 27 | サンスケ     | 27 | わかとの週番になる             | 2   | -   | 39   | 1964 |                                                           |
| 28 | サンスケ     | 28 | 給食当番                       | 2   | -   | 40   | 1964 |                                                           |
| 29 | サンスケ     | 29 | クレージーカー                 | 2   | 1   | 41   | 1964 |                                                           |
| 30 | サンスケ     | 30 | 気のよわいのもホドホドに       | 2   | 1   | 42   | 1964 |                                                           |
| 31 | サンスケ     | 31 | かけろ！ かけろ！              | 2   | 1   | 43   | 1964 |                                                           |
| 32 | サンスケ     | 32 | エサはなんだ？                 | 2   | 1   | 44   | 1964 |                                                           |
| 33 | サンスケ     | 33 | なんでもいいからたべさせて     | 2   | 1   | 45   | 1964 |                                                           |
| 34 | サンスケ     | 34 | キーコ キーコ                  | 2   | 1   | 46   | 1964 |                                                           |
| 35 | サンスケ     | 35 | さらば、わかとの               | 2   | -   | 47   | 1964 |                                                           |
| 36 | わかとのさま | 1  | わかとのさま                   | 2   | -   | 新年 | 1965 | 「別冊少年マガジン」 新年特大号に掲載。                   |
| 37 | わかとの     | 1  | ばかものよ！ からだをきたえよ  | 3   | 2   | 2    | 1965 | 「週刊少年マガジン」に 読切で掲載。                       |
| 38 | わかとの     | 2  | そして…わかとの一人になった    | 3   | 2   | 11   | 1965 |                                                           |
| 39 | わかとの     | 3  | おじさまのおでましーっ         | 3   | 2   | 15   | 1965 | 連載開始。わかとののおじさん、 ベラ坊初登場。             |
| 40 | わかとの     | 4  | お家でできるライオン狩り       | -   | 2   | 16   | 1965 |                                                           |
| 41 | わかとの     | 5  | わしの名前は佐木史郎           | -   | 2   | 17   | 1965 |                                                           |
| 42 | わかとの     | 6  | 一本足作戦                     | -   | 2   | 18   | 1965 |                                                           |
| 43 | わかとの     | 7  | 敵もさるもの！ ひっかくもの    | 3   | 2   | 19   | 1965 |                                                           |
| 44 | わかとの     | 8  | ムキーッと考える人             | 3   | 2   | 20   | 1965 |                                                           |
| 45 | わかとの     | 9  | ぼくの頭はコンピュータよ       | 3   | 2   | 22   | 1965 |                                                           |
| 46 | わかとの     | 10 | でたよ！ でました！ 狼男が！   | 3   | 2   | 23   | 1965 |                                                           |
| 47 | わかとの     | 11 | きびしいマイホーム             | 3   | 2   | 24   | 1965 |                                                           |
| 48 | わかとの     | 12 | お見合いは相手をえらぼう       | 3   | 2   | 25   | 1965 | トーキチロー初登場。                                      |
| 49 | わかとの     | 13 | さると人でも気が合うよ         | 3   | 2   | 26   | 1965 |                                                           |
| 50 | わかとの     | 14 | アンコールだよ！ ギャートルズ  | 3   | 2   | 27   | 1965 |                                                           |
| 51 | わかとの     | 15 | 望遠鏡で見たものは!?           | 3   | 2   | 28   | 1965 |                                                           |
| 52 | わかとの     | 16 | 山登りはしんちょうに！         | 3   | 2   | 29   | 1965 |                                                           |
| 53 | わかとの     | 17 | お姫さまとカッパ               | 3   | 2   | 30   | 1965 |                                                           |
| 54 | わかとの     | 18 | アタッシュ・ケースがにらんでる | 3   | 2   | 31   | 1965 |                                                           |
| 55 | 怪人わかとの | 1  | 怪人わかとの学校へ行く         | 怪1 |     | 8月  | 1967 | 『ぼくら』に2話同時に読切掲載。                           |
| 56 | 怪人わかとの | 2  | 怪人わかとの海へ行く           | 怪1 |     | 8月  | 1967 | 同上。                                                    |
| 57 | 怪人わかとの | 3  | 怪人わかとのアフリカへ行く     | 怪1 |     | 1月  | 1968 | 連載開始。                                                |
| 58 | 怪人わかとの | 4  | わかとのまんが家になる         | 怪1 |     | 2月  | 1968 | パワァコミックス（初版） では「〜マンガ家〜」。           |
| 59 | 怪人わかとの | 5  | わかとの名子役                 | 怪1 |     | 3月  | 1968 |                                                           |
| 60 | 怪人わかとの | 6  | チャンバラ修行                 | 怪1 |     | 4月  | 1968 | パワァコミックス（初版）では 「〜修業」。                 |
| 61 | 怪人わかとの | 7  | ここほれムキキー宝の山だぞ     | -   |     | 5月  | 1968 | ドラ坊初登場。                                            |
| 62 | 怪人わかとの | 8  | ほってほって家たてよう         | -   |     | 6月  | 1968 |                                                           |
| 63 | 怪人わかとの | 9  | 10円おくれ                     | 怪1 |     | 7月  | 1968 |                                                           |
| 64 | 怪人わかとの | 10 | 海の男だ！ ムキキのキー        | 怪1 |     | 8月  | 1968 |                                                           |
| 65 | 怪人わかとの | 11 | ダイヤのなる木はキキキのキ     | 怪1 |     | 9月  | 1968 | パワァコミックス（初版） では「〜木はキキのキ」。         |
| 66 | 怪人わかとの | 12 | のぞきは楽し                   | 怪1 |     | 10月 | 1968 |                                                           |
| 67 | 怪人わかとの | 13 | わかとの駅をムキ―ッと発車      | 怪1 |     | 11月 | 1968 | FFランド（初版）では 末尾に「！」。                       |
| 68 | 怪人わかとの | 14 | パパーッママーッムキ―ッ        | 怪1 |     | 12月 | 1968 | パワァコミックス（初版） では「マブタのママ」。           |

### その他の新作
- さんすけ忍者のまき - 『別冊少年マガジン』1964年10号（11/15号）掲載[9]。
- わかとの - 『週刊少年マガジン』1968年32号（8/4号）掲載。4コマ2本（題名は「かんちがい」と「わか殿リサイタル」）。『Neo Utopia』23号（1996年）に再録[10]。

### 再録
『ぼくら』（1967年（昭和42年）11月号に『わかとのとサンスケ』のタイトルで『サンスケ』時代の4話が再録された（園田光慶の休載の代替）。

## 単行本
- サンデーコミックス『わかとの』（秋田書店）全2巻
- パワァコミックス『怪人わかとの』（双葉社）全1巻
- 藤子不二雄ランド『わかとの』（中央公論社）全3巻
- 藤子不二雄ランド『怪人わかとの』（中央公論社）全1巻
- 藤子不二雄Aランド『わかとの』（ブッキング）全3巻
- 藤子不二雄Aランド『怪人わかとの』（ブッキング）全1巻

『怪人わかとの』は、パワァ版と藤子（A）ランド版では一部順番が異なっている。また一部タイトルがマイナーチェンジされている。
| パワァ版                   | （A）ランド版               |
| -------------------------- | --------------------------- |
| 怪人わかとの学校へ行く     |                             |
| 怪人わかとの海へ行く       |                             |
| わかとの駅をムキ―ッと発車  | 怪人わかとのアフリカへ行く  |
| 海の男だ！ムキキのキー     | わかとのまんが家になる      |
| のぞきは楽し               | わかとの名子役              |
| ダイヤのなる木はキキのキ   | チャンバラ修行              |
| わかとのマンガ家になる     | 10円おくれ                  |
| 10円おくれ                 | 海の男だ！ムキキのキー      |
| チャンバラ修行             | ダイヤのなる木はキキキのキ  |
| わかとの名子役             | のぞきは楽し                |
| 怪人わかとのアフリカへ行く | わかとの駅をムキ―ッと発車！ |
| マブタのママ               | パパーッママーッムキ―ッ     |

## 補足
「サンスケ」「わかとの」「怪人わかとの」3作はいずれもアニメ化はされなかったが、1968年にイメージソング（作詞：藤子不二雄、作曲：いずみたく、歌：楠トシエ）を収録したEP番が、キングレコードから発売された。この歌は、キングから発売されたCD「楠トシエ大全」に収録されている。